# 譚凱倫
譚凱倫（英語：Helen Tam Hoi Lun，1994年7月22日—）香港女藝人，本職任寵物美容，2016年參選ViuTV選美節目《美選D.n.A》入圍最後十強而名，2017年跟ViuTV簽約而入行，少有明顯紋身香港女藝人。

## 簡歷
譚凱倫出身單親家庭，少時由無血緣關係的婆婆養大，後因為錢銀瓜葛而回娘家，後遭受嚴重家暴，入青年宿舍住。 
2016年，譚凱倫參選ViuTV選美節目《美選D.n.A》，全身有五個紋身被觀眾留意，綽號為「紋身姚子羚」。雖然入最後十強之後止步，但於比賽後簽約入行做藝人，加入ViuTV。出道作品是真人騷節目《開工》做其中一位主持，之後亦拍過不少節目，包括清談節目《晚吹—書到用時》、寵物旅遊節目《飛不甩家毛》，亦客串電視劇《VR驅魔人》等等。
2022年轉為自由身參與ViuTV節目。

## 演出作品

### 電視節目主持（ViuTV）
- 2017年：《晚吹—書到用時》（助理主持）
- 2017年：《開工》
- 2017年：《飛不甩家毛》
- 2018年：《viutv英格蘭足總盃》（助理主持）
- 2018年：《晚吹—喵喵喵》
- 2019年：《初戀還未來？》
- 2019年：《估你唔到》
- 2020年：《埋嚟睇 埋嚟玩》（外景片段主持）
- 2020年：《區區有樂2》
- 2021年：《異國風情畫》（日本篇）
- 2021年：《晚吹 - 戀講嘢》
- 2021年：《蟲前有10個女仔》
- 2023年：《幫手預埋我》

### 電視節目演出（ViuTV）
- 2016年：《美選D.n.A》參賽者
- 2018年：《Good Night Show 全民星戰》參賽者
- 2019年：《週日慶功宴》第6集嘉賓
- 2019年：《晚吹—女學生·吹水班》第20集嘉賓
- 2020年：《鼠年行運要點相》 第2集嘉賓
- 2020年：《點相 III 先機算》第1至4集、第14至15集現場觀眾
- 2020年：《辣伙頭·開火》參賽者
- 2021年：《ViuTV 5周年：繼續向前》
- 2021年：《考有Feel》第11、12集嘉賓
- 2021年：《ViuTV 2022》演出

### 電視劇
ViuTV
- 2018年：《VR驅魔人》飾 譚小姐（第7集）
- 2018年：《假若愛有期限》 飾 殺手
- 2019年：《娛樂風雲》 飾 Michelle
- 2020年：《暖男爸爸》 飾 古董店東主
- 2021年：《太平紋身店》 飾 Queen
- 2022年：《冥冥之中》飾 某維度大長老的手下
- 2022年：《繩角》 飾 Ivy
- 2024年：《飛黃騰達》 飾 Daisy
- 2025年：《三命》飾 莎華

香港電台
- 2022年：《我們的畢業禮》 飾 陸玉慧 （第10,11,20集）